# Triclofos
Le triclofos est le phosphate de trichloréthanol, dont le sel de sodium est une prodrogue utilisée comme sédatif de deuxième ligne pour traiter les insomnies résistantes aux autres médications. Il est métabolisé dans le foie pour donner du trichloréthanol, substance active du médicament, avec une demi-vie assez longue. L'hépatotoxicité du trichloréthanol limite toutefois les possibilités d'usage du triclofos, qui présente divers effets indésirables et reste d'emploi limité.